# Jeremy McGrath
Jeremy McGrath   (San Francisco, 19 de novembre de 1971) és un antic pilot professional de motocròs nord-americà. Va competir als Campionats AMA entre el 1989 i el 2006 i en va guanyar un títol de motocròs i nou de supercross. A banda, va guanyar dues vegades el Motocross des Nations amb la selecció dels Estats Units.
Amb els seus nou campionats de supercross és, a data de 2022, qui més n'ha guanyat mai, cosa que li ha valgut el sobrenom de The King of Supercross. També se'l coneix com a Showtime, pel seu espectacular estil de pilotatge, i Supermac, pel fet d'haver guanyat el campionat de 1996 amb 14 victòries de les 15 possibles. Pilot polifacètic, es va inventar figures acrobàtiques mentre feia salts en la modalitat del Freestyle Motocross (FMX), la qual va ajudar a popularitzar. Un dels seus "trucs" més famosos en aquesta modalitat, que va adaptar del BMX, és el "Nac Nac", un clàssic dins l'FMX que ha esdevingut la seva "marca registrada".
El 2003, Jeremy McGrath fou incorporat a l'AMA Motorcycle Hall of Fame, el 2010 al Motorsports Hall of Fame of America i el 2022 va rebre el premi Edison Dye a la trajectòria.

## Biografia

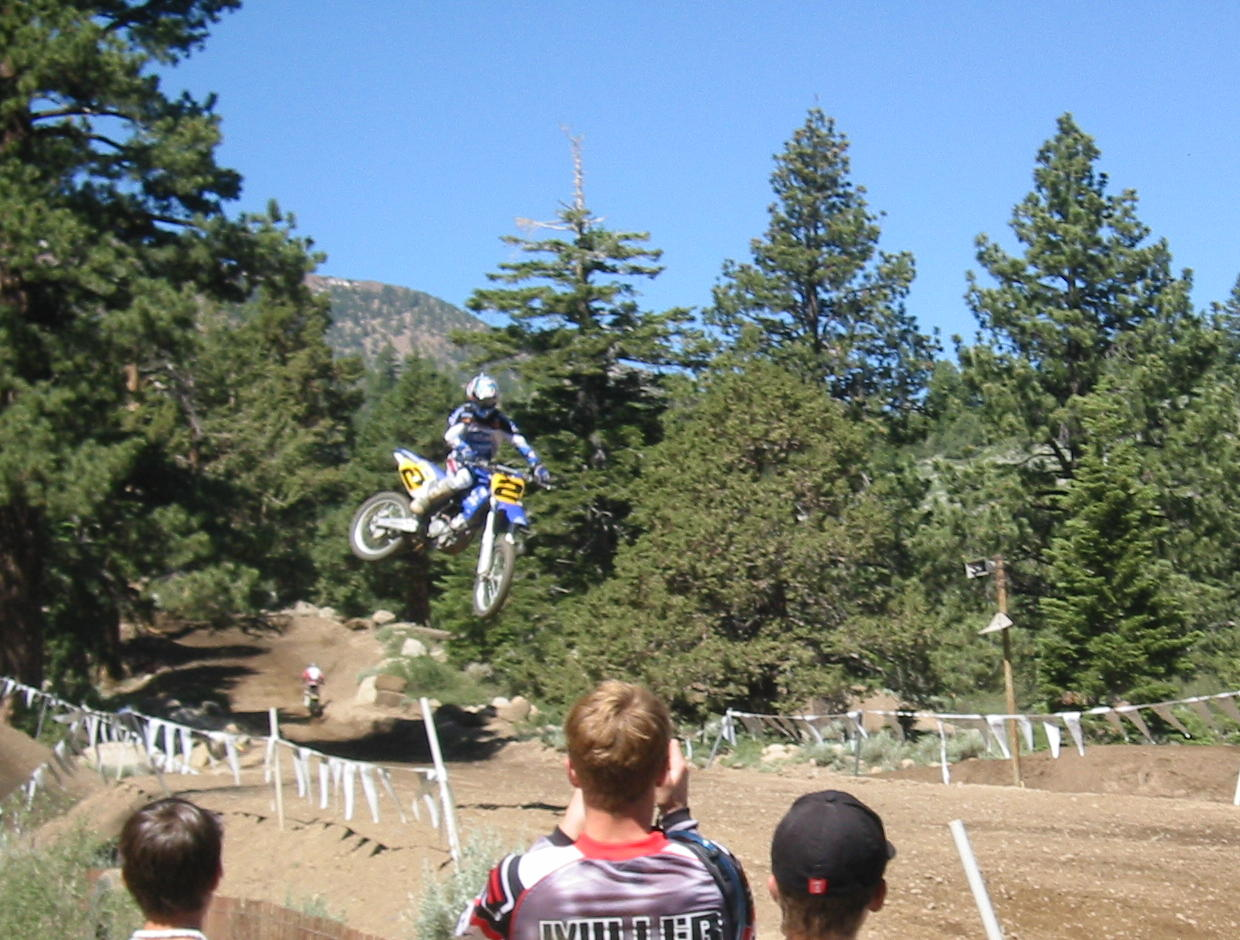
McGrath amb la Yamaha el 2002

Després d'una breu carrera amb la bicicleta en el BMX, va començar a competir en motocicleta a 15 anys, el 1986. El 1989 va esdevenir-ne professional i va disputar el seu primer campionat AMA de supercross de 125cc (divisió Regió Oest), on fou vuitè. El 1990 hi aconseguí la seva primera victòria i els anys 1991 i 1992 en va guanyar el campionat amb Honda.
L'any 1993 va pujar a la categoria de 250cc, de nou amb Honda, i tot i ser un principiant i company del vigent campió, Jeff Stanton, va guanyar la primera cursa del campionat de supercross. Al final de la temporada havia acumulat deu victòries i va obtenir el campionat, un títol que va revalidar els anys 1994, 1995 i 1996. Durant aquella època va guanyar dues vegades el Motocross des Nations amb l'equip nord-americà (1993 i 1996).
El 1997 va canviar d'equip i va passar al de Suzuki, amb el qual va acabar subcampió, amb una moto de recanvi, darrere del seu rival Jeff Emig. La temporada següent va passar a Yamaha, amb la qual va obtenir tres títols consecutius (1998, 1999 i 2000).
L'any 2003 havia signat un acord amb KTM, però va patir una greu lesió al començament de la temporada que el va portar a anunciar la seva retirada definitiva de les competicions. Tot i així, va tornar a competir esporàdicament el 2005, de nou amb una Honda en un equip autogestionat. A finals del 2006 va decidir retirar-se finalment del motocròs, per bé que no va abandonar completament el món de l'esport i va esdevenir pilot de proves d'un equip d'automobilisme de la NASCAR, a més de competir ocasionalment en curses tot terreny amb camions.

## Palmarès

### Títols per any
| Any  | Equip  | Campionat             | Classe       |
| ---- | ------ | --------------------- | ------------ |
| 1991 | Honda  | AMA Supercross        | 125cc (West) |
| 1992 | Honda  | AMA Supercross        | 125cc (West) |
| 1993 | Honda  | AMA Supercross        | 250cc        |
| 1993 | Honda  | Motocross des Nations | -            |
| 1994 | Honda  | AMA Supercross        | 250cc        |
| 1994 | Honda  | World Supercross      | -            |
| 1995 | Honda  | AMA Supercross        | 250cc        |
| 1995 | Honda  | AMA Motocross         | 250cc        |
| 1995 | Honda  | World Supercross      | -            |
| 1996 | Honda  | AMA Supercross        | 250cc        |
| 1996 | Honda  | Motocross des Nations | -            |
|      |        |                       |              |
| 1998 | Yamaha | AMA Supercross        | 250cc        |
| 1999 | Yamaha | AMA Supercross        | 250cc        |
| 2000 | Yamaha | AMA Supercross        | 250cc        |

### Resum
- 1 Campionat AMA de motocròs 250cc
- 9 Campionats AMA de Supercross (7 x 250cc, 2 x 125cc)
- 2 Motocross des Nations
- 2 Campionats del Món de supercross

### Resultats per any als campionats AMA
(Llegenda)
| Any Campionat | Rda 1 | Rda 2 | Rda 3 | Rda 4 | Rda 5 | Rda 6 | Rda 7 | Rda 8 | Rda 9 | Rda 10 | Rda 11 | Rda 12 | Rda 13 | Rda 14 | Rda 15 | Rda 16 | Posició mitjana | % Podis | Posició |
| ------------- | ----- | ----- | ----- | ----- | ----- | ----- | ----- | ----- | ----- | ------ | ------ | ------ | ------ | ------ | ------ | ------ | --------------- | ------- | ------- |
| 1993 250 SX   | 4     | 5     | 1     | 1     | 1     | 1     | 4     | 2     | 1     | 1      | 2      | 1      | 1      | 1      | 1      | 9      | 2,25            | 75%     | 1r      |
| 1993 125 MX   | 1     | 13    | 3     | 1     | 2     | 2     | 4     | 6     | 3     | 3      | 2      | 5      | -      | -      | -      | -      | 3,75            | 67%     | 3r      |
| 1994 250 SX   | 1     | 1     | 1     | 1     | 5     | 1     | 4     | 1     | 7     | 1      | 1      | 3      | 3      | 2      | 1      | -      | 2,20            | 80%     | 1r      |
| 1994 250 MX   | 6     | 2     | 3     | 4     | 12    | 8     | 2     | 3     | 2     | 6      | 2      | -      | -      | -      | -      | -      | 4,17            | 45%     | 3r      |
| 1995 250 SX   | 1     | 1     | 1     | 1     | 1     | 4     | 7     | 1     | 1     | 5      | 1      | 2      | 1      | 1      | DNS    | -      | 2,00            | 86%     | 1r      |
| 1995 250 MX   | 1     | 6     | 3     | 1     | 2     | 1     | 1     | 2     | 2     | 1      | 1      | 1      | -      | -      | -      | -      | 1,83            | 92%     | 1r      |
| 1996 250 SX   | 1     | 1     | 1     | 1     | 1     | 1     | 1     | 1     | 1     | 1      | 1      | 1      | 1      | 2      | 1      | -      | 1,06            | 100%    | 1r      |
| 1996 250 MX   | 1     | 1     | 1     | 3     | 1     | 1     | 2     | 2     | 1     | 6      | 15     | 1      | 2      | -      | -      | -      | 3,00            | 83%     | 2n      |
| 1997 250 SX   | 15    | 3     | 2     | 2     | 9     | 3     | 3     | 1     | 3     | 2      | 1      | 4      | 7      | 4      | 7      | -      | 4,40            | 60%     | 2n      |
| 1997 250 MX   | 2     | 5     | 4     | 7     | 3     | 5     | 3     | 8     | 3     | 8      | 3      | 5      | 6      | -      | -      | -      | 4,77            | 38%     | 3r      |
| 1998 250 SX   | 3     | 2     | 2     | 1     | 1     | 1     | 1     | 8     | 1     | 2      | 1      | 4      | 20     | 14     | 2      | 1      | 4,00            | 75%     | 1r      |
| 1998 250 MX   | 2     | 1     | 6     | -     | -     | -     | -     | -     | -     | -      | -      | -      | -      | -      | -      | -      | 3,00            | 66%     | 14è     |
| 1999 250 SX   | 7     | 2     | 1     | 4     | 2     | 2     | 1     | 4     | 1     | 1      | 1      | 1      | 1      | 2      | 4      | 1      | 2,19            | 75%     | 1r      |
| 1999 250 MX   | 10    | -     | -     | -     | -     | -     | -     | -     | 8     | -      | -      | -      | -      | -      | -      | -      | -               | -       | -       |
| 2000 250 SX   | 1     | 1     | 4     | 2     | 1     | 1     | 1     | 1     | 2     | 1      | 3      | 1      | 4      | 2      | 1      | 1      | 1,69            | 88%     | 1r      |
| 2000 250 MX   | 6     | -     | -     | -     | -     | -     | -     | -     | -     | -      | -      | -      | -      | -      | -      | -      | -               | -       | -       |
| 2001 250 SX   | 1     | 3     | 1     | 2     | 2     | 2     | 2     | 4     | 6     | 2      | 2      | 4      | 4      | 3      | 6      | 2      | 2,88            | 69%     | 2n      |
| 2002 250 SX   | 13    | 10    | 9     | 6     | 6     | 7     | 6     | 3     | 5     | 4      | 5      | 4      | 3      | 3      | 5      | 5      | 5,80            | 19%     | 3r      |